# Zemětice
Zemětice település Csehországban, a Dél-plzeňi járásban. Zemětice Merklín, Přestavlky, Líšina és Holýšov településekkel határos. Lakosainak száma 330 fő (2024. január 1.).

## Népesség
A település lakosságának változását az alábbi diagram mutatja:
| Lakosok száma | 756  | 706  | 957  | 625  | 392  | 273  | 275  | 284  | 307  | 330  |
|               | 1869 | 1890 | 1921 | 1950 | 1980 | 2001 | 2017 | 2019 | 2022 | 2024 |